# 1785
Năm 1785 (số La Mã: MDCCLXXXV) là một năm thường bắt đầu vào thứ bảy trong lịch Gregory (hoặc một năm thường bắt đầu vào thứ Tư trong lịch Julius chậm hơn 11 ngày).

## Sự kiện

### Tháng 1
- Ngày 19 và 20: trận Rạch Gầm - Xoài Mút, quân Tây Sơn đại phá quân Xiêm La.
- Nhà vua nước Phổ Friedrich II Đại Đế thiết lập "Liên minh các Vương hầu", bảo vệ các Vương hầu người Đức chống lại những âm mưu thôn tính của Đế quốc Áo.

### Tháng 3
- Bị Tây Sơn truy đuối, Nguyễn Ánh trốn sang Xiêm.

## Sinh
- Lâm Tắc Từ, tướng nhà Thanh, vị quan đã ra lệnh đốt thuốc phiện của người Anh